# Héracle de Sens
Héracle de Sens, ou Héraclius, est un prélat franc, évêque de Sens de 488 à sa mort en 520.

## Biographie
Héracle de Sens favorisa l'implantation du christianisme sur le territoire de Sens, dont il fut l'évêque. Il eut un long épiscopat et fonde l'abbaye de Saint-Jean-lès-Sens en 495. En  496, ami de saint Remi, il assista au baptême de Clovis à Reims le jour de Noël. Son frère saint Paul de Sens lui succéda sur le siège épiscopal de Sens de 520 à 525.
Il fut inhumé dans la basilique Saint-Savinien, puis son corps fut transféré à la cathédrale Saint-Étienne de Sens avec celui son frère saint-Paul de Sens.
Ils sont fêtés tous les deux le 9 juillet au propre du diocèse de Sens, et le 8 juin au Martyrologe romain.